# 聖伊莎貝爾杜帕拉

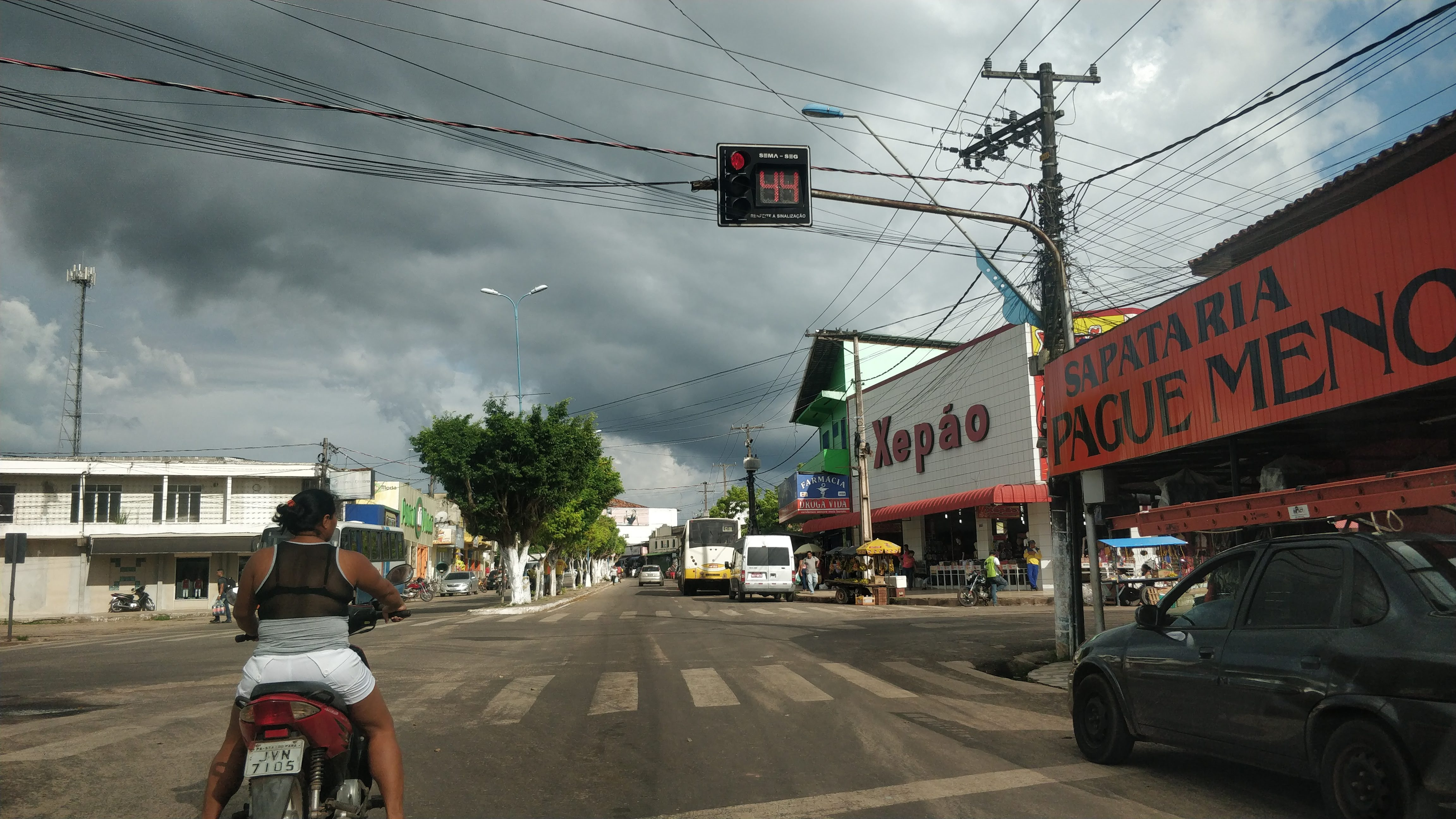
聖伊莎貝爾杜帕拉

聖伊莎貝爾杜帕拉（葡萄牙語：Santa Izabel do Pará），是巴西的城鎮，位於該國北部，由帕拉州負責管轄，始建於1931年12月30日，面積717.62平方公里，海拔高度24米，2010年人口59,466，人口密度每平方公里82.86人。